# Walancina Samusiewa
Walancina Michajłauna Samusiewa (biał. Валянціна Міхайлаўна Самусева, ros. Валентина Михайловна Самусева, Walentina Michajłowna Samusiewa) – białoruska nauczycielka i polityk, deputowana do Rady Najwyższej Republiki Białorusi XIII kadencji, w latach 1996–2000 deputowana do Izby Reprezentantów Zgromadzenia Narodowego Republiki Białorusi I kadencji.

## Życiorys
W 1995 roku mieszkała w mieście Rzeczyca w obwodzie homelskim, pracowała jako dyrektorka Szkoły Średniej Nr 6. W drugiej turze wyborów parlamentarnych 28 maja 1995 roku została wybrana na deputowaną do Rady Najwyższej Republiki Białorusi XIII kadencji z Rzeczyckiego-Centralnego Okręgu Wyborczego Nr 114. 9 stycznia 1996 roku została zaprzysiężona na deputowaną. Od 23 stycznia pełniła w niej funkcję członkini Stałej Komisji ds. Edukacji, Nauki i Kultury. Była bezpartyjna, nie należała do żadnej z frakcji parlamentarnych. Od 3 czerwca była członkinią grupy roboczej Rady Najwyższej ds. współpracy z parlamentem Republiki Francuskiej. Poparła dokonaną przez prezydenta Alaksandra Łukaszenkę kontrowersyjną i częściowo nieuznaną międzynarodowo zmianę konstytucji. 27 listopada 1996 roku przestała uczestniczyć w pracach Rady Najwyższej i weszła w skład utworzonej przez prezydenta Izby Reprezentantów Zgromadzenia Narodowego Republiki Białorusi I kadencji. Zgodnie z Konstytucją Białorusi z 1994 roku jej mandat deputowanej do Rady Najwyższej zakończył się 9 stycznia 2000 roku; kolejne wybory do tego organu jednak nigdy się nie odbyły.